# Наталі Вігерсма
Наталі Вігерсма (англ. Natalie Wiegersma, 7 січня 1990) — новозеландська плавчиня.
Учасниця Олімпійських Ігор 2012 року.